# Торнтон, Маркус
Маркус Террелл Торнтон (англ. Marcus Terrell Thornton; родился 5 июня 1987, Батон-Руж, Луизиана) — американский профессиональный баскетболист, выступавший в Национальной баскетбольной ассоциации. Играл на позиции атакующего защитника. По два года выступал за баскетбольные команды Килгорского колледжа и университета штата Луизиана, став в 2009 году баскетболистом года Юго-Восточной конференции. Был выбран на драфте НБА 2009 года во втором раунде под общим 43-м номером клубом «Майами Хит» и сразу же был обменян в «Нью-Орлеан Хорнетс». В своём дебютном сезоне в НБА он был включён во вторую сборную новичков. В дальнейшем выступал за «Сакраменто Кингз», «Бруклин Нетс», «Бостон Селтикс», «Финикс Санз», «Хьюстон Рокетс» и «Вашингтон Уизардс».

## Ранние годы
Родители Маркуса Торнтона — Нэнси Уэст и Ллойд Вудс, у него есть два брата — старший Уиллард и младший Джонатан. Детство Торнтона прошло в Батон-Руже. Уже в четыре года он увлёкся баскетболом, играл со старшим братом и его друзьями на уличных площадках, а также занимался в спортивной академии в центре города. Торнтон учился в старшей школе Тары и играл в баскетбол за школьную команду.
После окончания школы в 2005 году Торнтон поступил в общественный колледж Килгор в Техасе. В университетской команде «Килгор Рейнджерс», где он играл под началом тренера Скотта Шумахера, Торнтон был главной звездой. В 2006 году он был удостоен почётного упоминания при оглашении состава символической сборной лучших игроков конференции, а в 2007 году был включён в первую сборную учащихся младших колледжей и в первую сборную конференции, а также был признан самым ценным игроком конференции. Во втором сезоне Торнтон в среднем за игру набирал 27 очков и делал 6,5 подбора, а также забросил 74 трёхочковых. Он был признан самым ценным игроком показательного матча между студенческими сборными звёзд Техаса и всей NJCAA. В 2015 году Торнтон был принят в зал спортивной славы колледжа Килгор.
Окончив колледж Килгор в 2007 году, Торнтон поступил в Университет штата Луизиана. Ещё до начала спортивного сезона он проявил себя во время тура университетской команды «ЛСЮ Тайгерс» по Канаде, набирая в среднем по 26 очков за игру. В дебютном сезоне Торнтон отличался высокой результативностью, в двух играх набирал по 38 очков, в среднем же набирал за игру 19,6 очка, став вторым по результативности игроком Юго-Восточной конференции. За сезон он успешно реализовал 90 трёхочковых бросков, что стало вторым результатом в истории университета. В 2008 году Торнтон был включён в первую символическую сборную Луизианы, в сборную Юго-Восточной конференции по версии тренеров и во вторую сборную конференции по версии AP.
Во втором сезоне Торнтон ещё больше прибавил, добавив к своим дальним броскам ещё и атаку с прорывом под кольцо, хорошую реализацию штрафных бросков и эффективную защиту. В среднем за игру он набирал 21,1 очка, делал 5,5 подбора и 2,1 передачи. По результативности Торнтон вновь был вторым в конференции. По итогам сезона он был единогласно признан лучшим игроком Юго-Восточной конференции, получил звания игрока года в Луизиане, по версии сайта Rivals.com вошёл во вторую общенациональную сборную, а также был включён в число претендентов на Приз имени Джона Вудена.

## Профессиональная карьера

### Нью-Орлеан
Перед драфтом НБА 2009 года Торнтон был на просмотре в «Нью-Орлеан Хорнетс» и произвёл хорошее впечатление на тренера Байрона Скотта. Когда Торнтона выбрал во втором раунде под общим 43-м номером клуб «Майами Хит», «Хорнетс» совершили обмен, отдав за Маркуса два пика во втором раунде драфтов 2010 и 2012 годов. 26 июня 2009 года Торнтон вместе с другим новичком Дарреном Коллисоном был представлен в качестве игрока «Нью-Орлеан Хорнетс». После совместных тренировок и предсезонных игр высоко отзывался о Торнтоне лидер «Хорнетс», разыгрывающий Крис Пол, отмечавший умение новичка обращаться с мячом и разнообразно атаковать.
23 февраля 2010 года в игре против «Кливленд Кавальерс» Торнтон побил клубный рекорд «Хорнетс» по количеству очков в четверти, набрав 23 очка. Предыдущее достижении (22 очка в четверти) принадлежало Предрагу Стояковичу. Всего в матче Торнтон набрал 37 очков, установив новый личный рекорд результативности в профессиональной карьере. По итогам своего дебютного сезона в НБА он был включён во вторую сборную новичков.
Летом 2010 года в «Нью-Орлеан Хорнетс» пришёл новый главный тренер Монти Уильямс. Он остался недоволен игрой Торнтона в предсезонных матчах: в игре с «Оклахома-Сити» баскетболист реализовал лишь 1 из 10 бросков, с «Орландо» — 2 из 13, с «Мемфисом» — 2 из 12. Кроме того, тренер потребовал от Торнона улучшить свою игру в обороне. Перед началом сезона 2010/2011 «Хорнетс» взяли сразу двух новых игроков на позицию атакующего защитника — Марко Белинелли и Уилли Грина, из-за чего игровое время Маркуса существенно уменьшилось, а показатели ухудшились.

### Сакраменто
Сотрудничество Торнтона и «Хонетс» завершилось 23 февраля 2011 года, когда он был обменян в «Сакраменто Кингз» на Карла Лэндри. Президент по баскетбольным операциям «Сакраменто Кингз» Джефф Петри, комментируя обмен, отметил, что приход в команду Торнтона, хорошо бросающего трёхочковые, усилит её атакующий потенциал. Маркус быстро вписался в состав «Кингз», получив место в стартовой пятёрке. Его средняя результативность в оставшихся 27 играх сезона составила 21,3 очка за игру. 14 марта 2011 года в игре против «Голден Стэйт» он установил личный рекорд результативности, набрав 42 очка. Тренер Пол Уэстфал, комментируя успехи своего игрока, сказал, что Торнтону просто нужна была возможность проявить себя. В декабре 2011 года, незадолго до начала нового укороченного из-за локаута сезона, Торнтон подписал с «Сакраменто» новый контракт на четыре года, за которые его зарплата составляла 33 млн долларов. Сезон 2011/2012 Маркус также провёл на довольно высоком уровне, набирая в среднем за игру 18,7 очков при реализации 43,8 % бросков с игры.
Положение Торнтона в «Кингз» изменилось с назначением Кита Смарта на должность главного тренера команды летом 2012 года. Смарт счёл, что Торнтон будет полезен команде в качестве запасного, убрал его из стартовой пятёрки и существенно ограничил игровое время. Сам Торнтон говорил, что ему тяжело свыкнуться с новой ролью, но он старается ради команды. Под руководством сменившего Смарта летом 2013 года Майкла Мэлоуна Торнтон играл ещё меньше. У нового тренера также возникли претензии к игре Торнтона в обороне, из-за которых тот вскоре уступил место в составе молодому Бен Маклемору. 19 февраля 2014 года Торнтон, проводивший худший сезон в «Кингз», был обменян в «Бруклин Нетс» на защитника Джейсона Терри и форварда Реджи Эванса.

### После Сакраменто
Обмен Торнтона прошёл по инициативе генерального менеджера «Нетс» Билли Кинга и против воли Джейсона Кидда, который хотел получить в команду защитника Джаррета Джека. Однако приход Торнтона положительно сказался на атаке «Бруклина». Хотя Торнтон чередовал результативные матчи с провальными, когда он бросал с очень низким процентом попадания, его атакующая эффективность была значительно выше, чем у Джейсона Терри, которого он в итоге заменил. В 2014 году Торнтон впервые сыграл в плей-офф НБА, приняв участие в десяти матчах, дошедших до второго раунда «Нетс».
10 июля 2014 Торнтон перешёл в «Бостон Селтикс» в результате трёхстороннего обмена. «Кливленд» отправил Тайлера Зеллера и права на защищённый выбор в первом раунде драфт НБА 2016 года в «Бостон» и обменял Сергея Карасёва и Джарета Джека в «Бруклин Нетс». «Кливленд» получил право на иностранных баскетболистов Илкана Карамана, Кристиана Дрейера и Эдина Бавчича. «Бостон» же получил от «Бруклина» Торнтона, у которого начинался последний год контракта, что делало его привлекательной целью для команд, желающих сократить расходы на зарплату и освободить место в составе.
Начиная с января 2015 года появлялась информация об интересе к Торнтону со стороны нескольких команд НБА, которым был выгоден его истекающий контракт. 19 февраля 2015 года Торнтон, набиравший за «Бостон» в среднем 8,9 очков, был обменян в «Финикс Санз» на Айзею Томаса и пик первого раунда на драфте 2016 года. Недолгий период выступления за не претендующий на попадание в плей-офф «Финикс» оказался самым тяжёлым в карьере Маркуса. Он получал очень мало игрового времени из-за конкуренции с игроком того же амплуа Джеральдом Грином и молодыми защитниками, кроме того, Торнтон травмировал левую лодыжку, из-за чего пропустил несколько игр.
24 июля 2015 года Торнтон, ставший свободным агентом, подписал однолетний минимальный ветеранский контракт с клубом «Хьюстон Рокетс», по которому его зарплата составит 1,2 млн долларов. «Рокетс» стали его шестой командой за семь лет, проведённых в НБА. В «Хьюстоне» Торнтон сразу же оказался в стартовой пятёрке из-за отсутствия основного форварда команды Терренса Джонса. В первых матчах он демонстрировал высокую результативность (16,6 очков в первых семи матчах) при хорошем проценте реализации бросков с игры и был удостоен похвалы от тренера Кевина Макхейла, отметившего помимо точных бросков ещё хороший пас и умение Торнтона играть в персональной защите. После возвращения Джонса в строй Маркус потерял место в стартовой пятёрке, его игровое время затем уменьшилось, поскольку тренер предпочитал ему более ориентированных на игру в обороне игроков. За 47 игр, проведённых в составе «Рокетс», Торнтон набирал в среднем 10 очков. 18 февраля 2016 года Торнтон был отправлен в «Детройт Пистонс» в результате трёхсторонней сделки с участием «Хьюстона» и «Филадельфии». Однако 22 февраля обмен был отменён, поскольку у перешедшего вместе с Торнтоном в «Детройт» Донатаса Мотеюнаса на медосмотре обнаружилась травма спины. Маркус вернулся в распоряжение «Хьюстона», но уже 26 февраля был отчислен из команды.
9 марта 2016 года Торнтон подписал с «Вашингтон Уизардс» контракт, действительный до конца сезона. Маркус стал в команде сменщиком основного атакующего защитника Брэдли Била и принял участие в оставшихся 14 матчах сезона 2015/2016, набирая в среднем за игру 8,4 очка и делая 2,5 подбора. В июле 2016 года Торнтон заключил с «Уизардс» новый годичный контракт, согласившись на минимальную ветеранскую зарплату. В сезоне 2016/2017 Торнтон сыграл 33 матча, набирая в среднем за игру 6,6 очка. 22 февраля «Уизардс» обменяли Маркуса вместе с Эндрю Николсоном и правом выбора в первом раунде драфта 2017 года в «Бруклин Нетс» на Бояна Богдановича и Криса Маккаллоха. На следующий день «Нетс» отчислили Торнтона из команды.

## Статистика

### Статистика в НБА
| Сезон                                                                                    | Команда    | Регулярный сезон | Регулярный сезон | Регулярный сезон | Регулярный сезон | Регулярный сезон | Регулярный сезон | Регулярный сезон | Регулярный сезон | Регулярный сезон | Регулярный сезон | Регулярный сезон | Серия плей-офф | Серия плей-офф | Серия плей-офф | Серия плей-офф | Серия плей-офф | Серия плей-офф | Серия плей-офф | Серия плей-офф | Серия плей-офф | Серия плей-офф | Серия плей-офф |
| Сезон                                                                                    | Команда    | GP               | GS               | MPG              | FG%              | 3P%              | FT%              | RPG              | APG              | SPG              | BPG              | PPG              | GP             | GS             | MPG            | FG%            | 3P%            | FT%            | RPG            | APG            | SPG            | BPG            | PPG            |
| ---------------------------------------------------------------------------------------- | ---------- | ---------------- | ---------------- | ---------------- | ---------------- | ---------------- | ---------------- | ---------------- | ---------------- | ---------------- | ---------------- | ---------------- | -------------- | -------------- | -------------- | -------------- | -------------- | -------------- | -------------- | -------------- | -------------- | -------------- | -------------- |
| 2009/10                                                                                  | Нью-Орлеан | 73               | 17               | 25,6             | 45,1             | 37,4             | 81,4             | 2,9              | 1,6              | 0,8              | 0,2              | 14,5             | Не участвовал  | Не участвовал  | Не участвовал  | Не участвовал  | Не участвовал  | Не участвовал  | Не участвовал  | Не участвовал  | Не участвовал  | Не участвовал  | Не участвовал  |
| 2010/11                                                                                  | Нью-Орлеан | 46               | 0                | 16,2             | 41,0             | 37,6             | 75,8             | 2,8              | 0,9              | 0,4              | 0,1              | 7,8              | Не участвовал  | Не участвовал  | Не участвовал  | Не участвовал  | Не участвовал  | Не участвовал  | Не участвовал  | Не участвовал  | Не участвовал  | Не участвовал  | Не участвовал  |
| 2010/11                                                                                  | Сакраменто | 27               | 23               | 38,1             | 45,0             | 36,1             | 80,5             | 4,7              | 3,4              | 1,7              | 0,2              | 21,3             | Не участвовал  | Не участвовал  | Не участвовал  | Не участвовал  | Не участвовал  | Не участвовал  | Не участвовал  | Не участвовал  | Не участвовал  | Не участвовал  | Не участвовал  |
| 2011/12                                                                                  | Сакраменто | 51               | 51               | 34,9             | 43,8             | 34,5             | 86,5             | 3,7              | 1,9              | 1,4              | 0,2              | 18,7             | Не участвовал  | Не участвовал  | Не участвовал  | Не участвовал  | Не участвовал  | Не участвовал  | Не участвовал  | Не участвовал  | Не участвовал  | Не участвовал  | Не участвовал  |
| 2012/13                                                                                  | Сакраменто | 72               | 8                | 24,0             | 42,9             | 37,2             | 88,1             | 2,5              | 1,3              | 0,8              | 0,1              | 12,7             | Не участвовал  | Не участвовал  | Не участвовал  | Не участвовал  | Не участвовал  | Не участвовал  | Не участвовал  | Не участвовал  | Не участвовал  | Не участвовал  | Не участвовал  |
| 2013/14                                                                                  | Сакраменто | 46               | 26               | 24,4             | 38,1             | 31,8             | 80,8             | 2,7              | 1,0              | 0,7              | 0,2              | 8,3              | Не участвовал  | Не участвовал  | Не участвовал  | Не участвовал  | Не участвовал  | Не участвовал  | Не участвовал  | Не участвовал  | Не участвовал  | Не участвовал  | Не участвовал  |
| 2013/14                                                                                  | Бруклин    | 26               | 1                | 23,8             | 41,4             | 38,0             | 80,0             | 2,8              | 1,2              | 1,0              | 0,1              | 12,3             | 10             | 0              | 12,4           | 38,9           | 23,8           | 66,7           | 1,9            | 0,1            | 0,2            | 0,1            | 5,9            |
| 2014/15                                                                                  | Бостон     | 39               | 0                | 16,4             | 41,6             | 41,9             | 82,4             | 1,9              | 0,9              | 0,5              | 0,2              | 8,9              | Не участвовал  | Не участвовал  | Не участвовал  | Не участвовал  | Не участвовал  | Не участвовал  | Не участвовал  | Не участвовал  | Не участвовал  | Не участвовал  | Не участвовал  |
| 2014/15                                                                                  | Финикс     | 9                | 0                | 9,0              | 32,5             | 10,5             | 80,0             | 1,4              | 0,2              | 0,7              | 0,0              | 3,6              | Не участвовал  | Не участвовал  | Не участвовал  | Не участвовал  | Не участвовал  | Не участвовал  | Не участвовал  | Не участвовал  | Не участвовал  | Не участвовал  | Не участвовал  |
| 2015/16                                                                                  | Хьюстон    | 47               | 6                | 18,8             | 40,0             | 33,8             | 87,9             | 2,4              | 1,4              | 0,7              | 0,1              | 10,0             | Не участвовал  | Не участвовал  | Не участвовал  | Не участвовал  | Не участвовал  | Не участвовал  | Не участвовал  | Не участвовал  | Не участвовал  | Не участвовал  | Не участвовал  |
| 2015/16                                                                                  | Вашингтон  | 14               | 2                | 16,0             | 39,3             | 33,3             | 76,2             | 2,5              | 1,4              | 0,9              | 0,1              | 8,4              | Не участвовал  | Не участвовал  | Не участвовал  | Не участвовал  | Не участвовал  | Не участвовал  | Не участвовал  | Не участвовал  | Не участвовал  | Не участвовал  | Не участвовал  |
| 2016/17                                                                                  | Вашингтон  | 33               | 1                | 17,4             | 40,0             | 35,0             | 85,2             | 2,3              | 1,2              | 0,6              | 0,1              | 6,6              | Не участвовал  | Не участвовал  | Не участвовал  | Не участвовал  | Не участвовал  | Не участвовал  | Не участвовал  | Не участвовал  | Не участвовал  | Не участвовал  | Не участвовал  |
|                                                                                          | Всего      | 483              | 135              | 23,4             | 42,5             | 35,8             | 83,0             | 2,8              | 1,4              | 0,8              | 0,1              | 11,9             | 10             | 0              | 12,4           | 38,9           | 23,8           | 66,7           | 1,9            | 0,1            | 0,2            | 0,1            | 5,9            |
| Наведите курсор мыши на аббревиатуры в заголовке таблицы, чтобы прочесть их расшифровку. |            |                  |                  |                  |                  |                  |                  |                  |                  |                  |                  |                  |                |                |                |                |                |                |                |                |                |                |                |

### Статистика в Джи-Лиге
| Сезон                                                                                    | Команда            | Регулярный сезон | Регулярный сезон | Регулярный сезон | Регулярный сезон | Регулярный сезон | Регулярный сезон | Регулярный сезон | Регулярный сезон | Регулярный сезон | Регулярный сезон | Регулярный сезон | Серия плей-офф | Серия плей-офф | Серия плей-офф | Серия плей-офф | Серия плей-офф | Серия плей-офф | Серия плей-офф | Серия плей-офф | Серия плей-офф | Серия плей-офф | Серия плей-офф |
| Сезон                                                                                    | Команда            | GP               | GS               | MPG              | FG%              | 3P%              | FT%              | RPG              | APG              | SPG              | BPG              | PPG              | GP             | GS             | MPG            | FG%            | 3P%            | FT%            | RPG            | APG            | SPG            | BPG            | PPG            |
| ---------------------------------------------------------------------------------------- | ------------------ | ---------------- | ---------------- | ---------------- | ---------------- | ---------------- | ---------------- | ---------------- | ---------------- | ---------------- | ---------------- | ---------------- | -------------- | -------------- | -------------- | -------------- | -------------- | -------------- | -------------- | -------------- | -------------- | -------------- | -------------- |
| 2017/18                                                                                  | Гранд-Рапидс Драйв | 15               | 2                | 24,6             | 50,0             | 39,2             | 83,3             | 2,9              | 1,3              | 1,5              | 0,0              | 18,9             | Не участвовал  | Не участвовал  | Не участвовал  | Не участвовал  | Не участвовал  | Не участвовал  | Не участвовал  | Не участвовал  | Не участвовал  | Не участвовал  | Не участвовал  |
| 2018/19                                                                                  | Гранд-Рапидс Драйв | 35               | 29               | 29,0             | 45,5             | 38,4             | 81,7             | 4,3              | 2,3              | 1,3              | 0,5              | 21,5             | 1              | 1              | 39,7           | 40,9           | 40,0           | 50,0           | 8,0            | 2,0            | 6,0            | 0,0            | 23,0           |
| 2021/22                                                                                  | Мотор-Сити Круз    | 4                | 0                | 17,6             | 48,6             | 52,2             | 100,0            | 3,3              | 0,5              | 0,3              | 0,3              | 13,0             | Не участвовал  | Не участвовал  | Не участвовал  | Не участвовал  | Не участвовал  | Не участвовал  | Не участвовал  | Не участвовал  | Не участвовал  | Не участвовал  | Не участвовал  |
|                                                                                          | Всего              | 54               | 31               | 26,9             | 46,7             | 39,4             | 82,4             | 3,8              | 1,9              | 1,3              | 0,3              | 20,1             | 1              | 1              | 39,7           | 40,9           | 40,0           | 50,0           | 8,0            | 2,0            | 6,0            | 0,0            | 23,0           |
| Наведите курсор мыши на аббревиатуры в заголовке таблицы, чтобы прочесть их расшифровку. |                    |                  |                  |                  |                  |                  |                  |                  |                  |                  |                  |                  |                |                |                |                |                |                |                |                |                |                |                |

### Статистика в NCAA
| Сезон | Команда | Conf  | Class | GP | GS | MPG  | FG%  | 3P%  | FT%  | RPG | APG | SPG | BPG | PPG  |
| --- | ------- | ----- | ----- | -- | -- | ---- | ---- | ---- | ---- | --- | --- | --- | --- | ---- |
| 2007/08 | ЛСЮ     | SEC   | JR    | 31 | 30 | 33,6 | 43,6 | 37,7 | 81,7 | 5,6 | 1,4 | 1,4 | 0,3 | 19,6 |
| 2008/09 | ЛСЮ     | SEC   | SR    | 35 | 35 | 31,9 | 47,2 | 38,8 | 74,5 | 5,5 | 2,1 | 1,6 | 0,4 | 21,1 |
| Всего | Всего   | Всего | Всего | 66 | 65 | 32,7 | 45,5 | 38,2 | 77,1 | 5,5 | 1,8 | 1,5 | 0,3 | 20,4 |
| Наведите курсор мыши на аббревиатуры в заголовке таблицы, чтобы прочесть их расшифровку Статистика приведена с сайта sports-reference.com |         |       |       |    |    |      |      |      |      |     |     |     |     |      |

### Статистика в других лигах
| Сезон | Команда      | Лига  | GP | GS | MPG  | FG%  | 3P%  | FT%  | RPG | APG | SPG | BPG | PFL | TOV | PPG  |
| --- | ------------ | ----- | -- | -- | ---- | ---- | ---- | ---- | --- | --- | --- | --- | --- | --- | ---- |
| 2017/18 | Бэйцзин Дакс | КБА   | 2  | 0  | 21,8 | 38,7 | 23,1 | 33,3 | 6,0 | 4,0 | 0,5 | 0,0 | 1,5 | 1,5 | 14,0 |
| Всего | Всего        | Всего | 2  | 0  | 21,8 | 38,7 | 23,1 | 33,3 | 6,0 | 4,0 | 0,5 | 0,0 | 1,5 | 1,5 | 14,0 |
| Наведите курсор мыши на аббревиатуры в заголовке таблицы, чтобы прочесть их расшифровку Статистика приведена с сайта basketball.realgm.com |              |       |    |    |      |      |      |      |     |     |     |     |     |     |      |